# Christoph Sanders

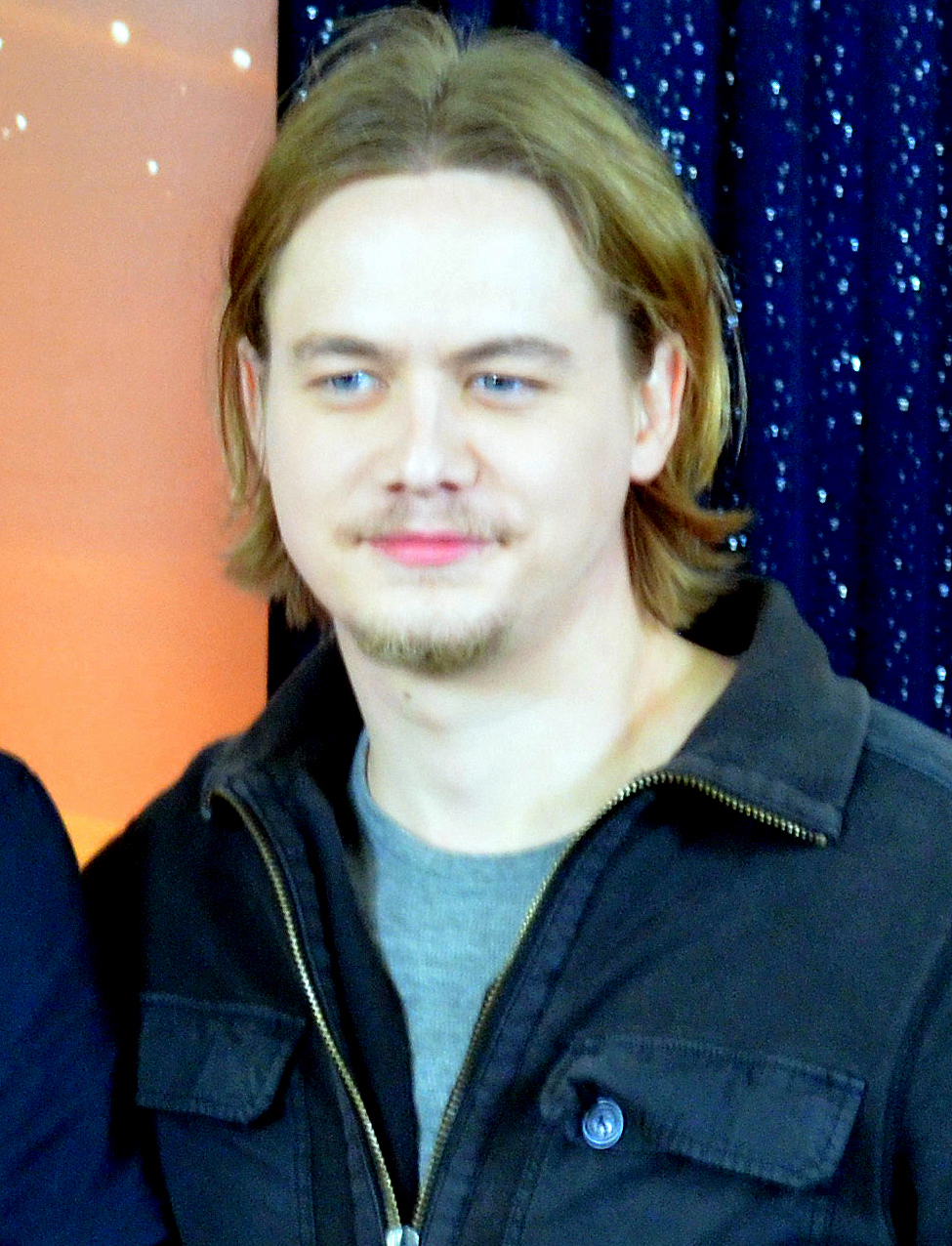
Christoph Sanders (2012)

Christoph Sanders (* 21. April 1988 in Arden, North Carolina, Vereinigte Staaten) ist ein US-amerikanischer Schauspieler.

## Leben
Christoph Sanders wuchs in Hendersonville, North Carolina, auf. Seit 2007 ist er als Schauspieler tätig. Seine erste Nebenrolle erhielt er in Deborah Kampmeiers Drama und Musikfilm Hounddog, einem Film über ein Mädchen, das ein großer Elvis-Presley-Fan ist. 2007 folgte ein Gastauftritt in der Comedyserie Family of the Year. Im Jahr 2008 übernahm er die Rolle des Ned Banks in der Mysteryserie Ghost Whisperer – Stimmen aus dem Jenseits, in der er Delias Sohn darstellt, der zuvor von Tyler Patrick Jones gespielt wurde.

## Filmografie
- 2007: Hounddog
- 2007: Family of the Year (Fernsehserie, Folge 1x01 Pilot)
- 2008–2010: Ghost Whisperer – Stimmen aus dem Jenseits (Ghost Whisperer, Fernsehserie, 49 Folgen)
- 2009: Natürlich blond 3 – Jetzt geht’s doppelt weiter (Legally Blondes)
- 2010: Pair of Kings – Die Königsbrüder (Pair of Kings, Fernsehserie, Folge 1x06 Ab in die Schule)
- 2010: Lies in Plain Sight (Fernsehfilm)
- 2011: CSI: Den Tätern auf der Spur (CSI: Crime Scene Investigation, Fernsehserie, Folge 11x16 Das Cabinet des Dr. Aden)
- 2011: In Time – Deine Zeit läuft ab (In Time)
- 2011–2021: Last Man Standing (Fernsehserie)